# الخشب النرويجي (طار هذا الطائر)
الخشب النرويجي (طار هذا الطائر) بالإنجليزية: (Norwegian Wood (This Bird Has Flown، أغنية لفريق الروك الإنجليزي البيتلز من ألبومه لعام 1965 «الروح المطاطية Rubber Soul» (عنوان الألبوم مشتق من الكلمة العامية «الروح البلاستيكية» وكانت هذه طريقة البيتلز للاعتراف بافتقارهم للأصالة مقارنة بفناني الروح الأمريكيين من أصل أفريقي الذين أعجبوا بهم). كتب الأغنية ووضع اللحن جون لينون ونسبها إلى (لينون ومكارتني) كما كانت العادة في هذه الفترة. تأثرت الأغنية بأغاني بوب ديلان الاستبطانية، وتعتبر علامة فارقة في تطور فريق البيتلز ككتاب أغاني. تحتوي الأغنية على جزء من السيتار، يلعبه عازف الجيتار الرئيسي جورج هاريسون، والذي يمثل أول ظهور للآلة الوترية الهندية على تسجيل موسيقى الروك الغربية. احتلت الأغنية المركز الأول في أستراليا عندما تم إصدارها عام 1966، إلى جانب أغنية «رجل اللا مكان Nowhere Man».
كتب لينون الأغنية عن قصة علاقة أقامها في لندن. اختار هاريسون إضافة عزف من السيتار بعد أن أصبح مهتمًا بالصوت الغريب للآلة أثناء عمله مع الفريق في فيلم «الحقونا Help» ساعدت الأغنية أيضًا في التعريف وانتشار عازف السيتار الهندي رافي شانكار ودخول الموسيقى الكلاسيكية الهندية إلى الشعبية السائدة في الغرب. بدأ العديد من فناني موسيقى الروك والبوب، بما في ذلك فريق بيردز the Byrds ورولينج ستونز ودونوفان، في دمج عناصر من هذا النوع في نهجهم الموسيقي. كما تم التعرف على «الغابة النرويجية» كعمل رئيسي في التطور المبكر للموسيقى العالمية.
صنفت مجلة رولينج ستون الأغنية في المرتبة 83 في قائمة «أعظم 500 أغنية في كل العصور».

## طاقم العزف والتسجيل
جون لينون: غناء مزدوج المسار، وجيتار صوتي (أكوستك).
بول مكارتني: جيتار باس، وغناء متناغم.
جورج هاريسون: جيتار صوتي (أكوستيك ذو 12 وترًا)، وسيتار مزدوج المسار.
رينجو ستار: الدف، وطبل باس.

## تكوين الأغنية
قال لينون في عام 1970، ان «الغابة النرويجية» من أعماله، بمساعدة مكارتني في الجزء الأوسط من الأغنية، وفي عام 1980، غير لينون ادعائه قائلاً إنها «أغنيتي تمامًا». أكد مكارتني بعد وفاة لينون، أن لينون أحضر المقطع الافتتاحي إلى إحدى جلسات كتابة الأغاني المشتركة، وأنهما أنهيا الأغنية معًا، وان الجزء الأوسط والعنوان (و «النار») من بين مساهمات مكارتني. كان تصريح مكارتني أحد الادعاءات المثيرة للجدل التي أدلى بها في سيرته الذاتية المعتمدة عام 1997.
بدأ لينون في كتابة الأغنية في يناير 1965، بينما كان يقضي إجازة مع زوجته سينثيا ومنتج التسجيلات جورج مارتن في سانت موريتز في جبال الألب السويسرية.
أثناء تصوير فيلم البيتلز الثاني «الحقونا» بين 5 و 6 أبريل 1965، بدأ جورج هاريسون التعرف على السيتار، وهو آلة وترية هندية من شأنها أن تكون سمة بارزة في أغنية «الغابة النرويجية». كان السيتار واحد من عدة آلات عزف عليها مجموعة من الموسيقيين الهنود في مشهد تم تصويره في مطعم هندي.

## استقبال الأغنية
صدرت الأغنية في 3 ديسمبر 1965. كانت الأغنية المثال الأول لفرق موسيقى الروك التي تعزف السيتار أو أي آلة هندية على أحد تسجيلاتها. صدرت كأغنية فردية وعلى وجه الاسطوانة الآخر أغنية «رجل اللا مكان»، وتم وصف الأسطوانة ليست كأسطوانة لها وجه أول ووجه ثاني، ولكن أسطوانة ذات وجه أول على الجانبين.
وصف المؤرخ الموسيقي ريتشي أونتربرغر «الغابة النرويجية» على موقع «أول ميوزك AllMusic»، بأنها تمتلك «أكثر من غموض كافٍ وتلميحات بارعة لإرضاء حتى معجبي ديلان» بينما توضح لجمهور البيتلز كيف «قطع الفريق شوطًا طويلاً بالتأكيد منذ أغنية» هي تحبك She Loves You" منذ عامين فقط"، ويختتم المؤرخ مقالته: «تم تعزيز قوة الأغنية بشكل كبير من خلال تناغمات مكارتني العالية في المقطع الرئيسي، وتأكدت غرابة الأغنية وقوتها من خلال موسيقى السيتار المتألم لجورج هاريسون».
أشارت مجلة رولينج ستون إلى أن «الغابة النرويجية» و «فكر بنفسك Think for Yourself» هي وثائق للوعي والإبداع المتزايد لفريق البيتلز في الاستوديو.
اعتبر سكوت بلاجينهوف من النشرة الأمريكية «بيتشفورك Pitchfork» أن الأغنية هي واحدة من أكثر مقطوعات لينون وضوحًا على ألبوم «الروح المطاطية» لتجسيد نضجه كمؤلف أغاني، ويمدح الأغنية باعتبارها «قصة موجزة وغامضة أبرزها هاريسون لأول مرة مع السيتار الهندي».
كتب جون كروث في كتابه عن فترة «الروح المطاطية»، بعنوان «الجمال الدائم للروح المطاطية»، ان أغنية «الغابة النرويجية» على أنها «تهزك من أول إستماع».. اللحن «ينقل عشاق البيتلز شمالًا إلى الغابات النقية في الدول الاسكندنافية».
تعجب الناقد الموسيقي كينيث ووماك كيف أن الأغنية «تعيد تفسير موضوع مألوف، وهو فقدان الحب»(تم تمثيله جيدًا في الأغاني السابقة مثل«لا تزعجني Don't Bother Me» و«البؤس Misery»)، مما يوفر للمستمعين الأمان مع التحدي لأولئك الذين يميلون إلى الاعتراف بالمعاملة النمطية.
يصف المؤلف جون ستيفنز في كتابة «أغاني لينون في سنوات البيتلز» أغنية «الغابة النرويجية» كنقطة تحول في الأغاني العاطفية الشعبية، حيث كتب أن «لينون ينتقل بسرعة من صورة غنائية إلى أخرى، تاركًا الأمر خيال المستمع ليكمل الصورة». وقال أيضًا إن الأغنية تمثل لحظة محورية في استخدام لينون للكلمات السريالية، بعد أغنيتي «اسألني لماذا Ask Me Why» و «هناك مكان There's A Place».

## نسخ أخرى للأغنية
صدر عدد كبير من نسخ مختلفة لأغنية «الغابة النرويجية» بأصوات فنانين مختلفين بلغت 403 نسخة من أشهرها نسخ: وايلون جينينغز – سيلا بلاك - هانك ويليامز جونيور - كورنرشوب - بادي ريتش - هيذر نوفا.

## كلمات الأغنية
تدور كلمات الأغنية حول علاقة غرامية كان جون لينون متورطًا فيها، كما تم التلميح في المقطع الافتتاحي: "ذات مرة كان لدي فتاة، أو ينبغي أن أقول، ذات مرة كنت أنا لديها". على الرغم من أن لينون لم يكشف أبدًا عن الشخصية التي كان على علاقة به، إلا أن الكاتب فيليب نورمان يتكهن بأنها إما صديقة لينون المقربة والصحفية مورين كليف أو سوني فريمان. أوضح بول مكارتني أن مصطلح "غابة نرويجية" كان إشارة ساخرة إلى ألواح الجدران الرخيصة المصنوعة من خشب الصنوبر التي كانت رائجة في لندن. علق مكارتني على المقطع الأخير من الأغنية: "في عالمنا، كان على الرجل أن ينتقم بطريقة ما. ربما كان ذلك يعني انه أشعل نارًا للتدفئة، ألم يكن ديكور منزلها رائعًا؟ لا لم يكن كذلك، فهذا يعني انه أحرق المكان اللعين كعمل انتقامي.
ذات مرة كان لدي فتاة I once had a girl
أو يجب أن أقول، ذات مرة كنت أنا لديها Or should I say, she once had me
أرتني غرفتها She showed me her room
«أليست هذه جيدة... الخشب النرويجي؟» Isn't it good, Norwegian wood
[جسر 1: جون لينون وبول مكارتني]
طلبت مني البقاء وطلبت مني الجلوس في أي مكان She asked me to stay and she told me to sit anywhere
لذلك نظرت حولي ولاحظت عدم وجود مقعد So I looked around and I noticed there wasn't a chair
[المقطع الثاني: جون لينون]
جلست على البساط I sat on the rug
أقضي وقتي وأشرب نبيذها Biding my time, drinking her wine
تحدثنا حتى الثانية We talked until two
ثم قالت، «حان وقت النوم» "And then she said, "It's time for bed
[جسر 2: جون لينون وبول مكارتني]
أخبرتني أنها تعمل في الصباح وبدأت تضحك She told me she worked in the morning and started to laugh
أخبرتها أنني لم أعمل وذهبت للنوم في الحمام I told her I didn't and crawled off to sleep in the bath
[المقطع الثالث: جون لينون]
وعندما استيقظت And when I awoke
كنت وحدي، طار هذا الطائر I was alone, this bird had flown
لذلك أشعلت النار So I lit a fire
أليست هذه جيدة... الخشب النرويجي؟ Isn't it good, Norwegian wood

## وصلات خارجية
https://www.youtube.com/watch?v=Y_V6y1ZCg_8 الغابة النرويجية (طار هذا الطائر)
https://www.beatlesbible.com/songs/norwegian-wood-this-bird-has-flown/ الغابة النرويجية (طار هذا الطائر)
https://secondhandsongs.com/performance/544520/versions الغابة النرويجية (طار هذا الطائر)